# Malta International 1978
Die Malta International 1978 im Badminton fanden vom 8. bis zum 13. Mai 1978 statt. Es war die siebente Auflage dieser internationalen Meisterschaften von Malta im Badminton.

## Titelträger
| Disziplin    | Sieger                           |
| ------------ | -------------------------------- |
| Herreneinzel | Axel Rosenow                     |
| Dameneinzel  | Joyce Abdilla                    |
| Herrendoppel | Werner Langthaler Gerhard Brandl |
| Damendoppel  | Joyce Abdilla Marcelle Micallef  |
| Mixed        | Axel Rosenow Marion Rosenow      |